# Pulilan
Pulilan là một đô thị hạng 1 ở tỉnh Bulacan, Philippines. Theo điều tra dân số năm 2007, đô thị này có dân số 85.008 người trong 13.948 hộ. 

## Các đơn vị hành chính
Pulilan được chia thành 19 barangay.
| - Balatong A - Balatong B - Cutcot - Dampol I - Dampol II-A - Dampol II-B - Dulong Malabon - Inaon - Longos - Lumbac | - Paltao - Peñabatan - Poblacion - Sta. Peregrina - Sto. Cristo - Taal - Tabon - Tibag - Tenejero |